# Wanga błękitna
Wanga błękitna, wanga dwubarwna (Cyanolanius madagascarinus) – gatunek małego ptaka z rodziny wangowatych (Vangidae). Występuje na Madagaskarze oraz na Komorach.

## Systematyka

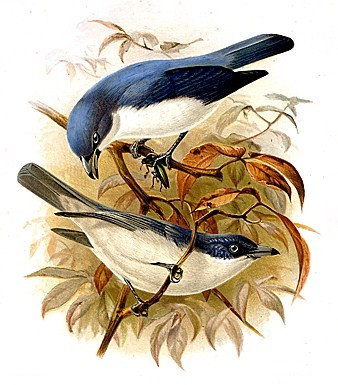
Wangi błękitne na XIX-wiecznym rysunku

Jest to jedyny przedstawiciel rodzaju Cyanolanius. Zwykle wyróżnia się trzy podgatunki, choć niektórzy autorzy wydzielają podgatunki comorensis i bensoni do osobnego gatunku o nazwie Cyanolanius comorensis (wanga komorska).

## Podgatunki i zasięg występowania
Poszczególne podgatunki zamieszkują:
- wanga błękitna[5] (C. madagascarinus madagascarinus) – Madagaskar
- wanga komorska[5] (C. madagascarinus comorensis) – wyspa Mohéli w archipelagu Komorów
- C. madagascarinus bensoni – wyspa Wielki Komor

## Morfologia
Wanga błękitna osiąga ok. 15 cm długości ciała. Ubarwienie wierzchu jest metalicznie niebiesko lśniące, a spodu – białe.

## Ekologia i zachowanie
Zamieszkuje głównie lasy tropikalne. Przebywa najczęściej wśród drzew i krzewów, samotnie lub w niewielkich stadach. Odżywia się owadami oraz ich larwami. Ptaki te, poszukując pokarmu, często przyłączają się do wielogatunkowych stad ptaków owadożernych.
Samica wangi błękitnej znosi 3–4 jaj w gnieździe położonym zwykle w koronie drzewa. Biologia rozrodu tego gatunku ptaków jest na razie dość słabo poznana.

## Status
IUCN uznaje wangę błękitną za gatunek najmniejszej troski (LC, Least Concern). Liczebność populacji nie została oszacowana, ale ptak ten opisywany jest jako pospolity. Trend liczebności populacji nie jest znany.
Od 2016 roku IUCN uznaje wangę komorską (C. (m.) comorensis) za osobny gatunek i klasyfikuje ją jako gatunek zagrożony (EN, Endangered). Podgatunek comorensis z wyspy Mohéli opisywany jest jako pospolity. Podgatunek bensoni z wyspy Wielki Komor jest wyjątkowo rzadki i prawie nieznany, niektórzy autorzy przypuszczają, że wymarł.